# Dalarna (hạt)
Hạt Dalarna (Dalarnas län) là một hạt ở miền trung Thụy Điển. Hạt này giáp các hạt: Jämtland, Gävleborg, Västmanland, Örebro và Värmland. Hạt này cũng giáp các hạt của Na Uy Hedmark và Sør-Trøndelag về phía tây. Thủ phủ là Falun.

## Nghệ thuật dân gian Dalarna
Kurbits là một dạng nghệ thuật dân gian sâu đậm bản sắc với vùng Dalarna. Đây là phong cách trang trí tỉ mỉ, thường được biểu đạt qua các họa tiết hoa lá, và đã được ứng dụng rộng rãi trên các sản phẩm nội thất gỗ vào thế kỷ 18 và 19. Nó còn là điểm nhấn cho dalahäst truyền thống của Thụy Điển, một loại tác phẩm điêu khắc bằng gỗ được làm thủ công – Ngựa Dala.

## Các đô thị
- Avesta
- Borlänge
- Falun
- Gagnef
- Hedemora
- Leksand
- Ludvika
- Malung-Sälen
- Mora
- Orsa
- Rättvik
- Smedjebacken
- Säter
- Vansbro
- Älvdalen